# 11 case
11 case è il terzo album in studio del gruppo musicale italiano Rovere, pubblicato l'11 ottobre 2024 da Nigiri e distribuito da Sony Music Italia.

## Tracce
1. Passanti – 2:37
2. Fase rem – 3:16
3. 11 case – 2:58
4. Fuori rotta – 3:00
5. K.O. (feat. Divi) – 3:05
6. Overthinker – 2:37
7. Fermo immagine – 3:05
8. Stupido classico – 2:47
9. Forse sì forse no (feat. svegliaginevra) – 2:47
10. Karma – 2:37
11. Via delle fragole – 3:31

Durata totale: 32:20

## Formazione
- Nelson Venceslai – voce
- Luca Lambertini – chitarra
- Lorenzo Stivani – tastiere, sintetizzatore, percussioni
- Marco Paganelli – batteria